# Generador químico de oxígeno
Un generador químico de oxígeno es un dispositivo que libera oxígeno mediante una reacción química. La fuente de oxígeno suele ser un superóxido inorgánico, clorato, o perclorato; los ozonuros son un prometedor grupo de fuentes de oxígeno. Los generadores suelen encenderse con un percutor, y la reacción química suele ser exotérmica, lo que convierte al generador en un riesgo de incendio potencial. El superóxido de potasio se utilizó como fuente de oxígeno en las primeras misiones tripuladas del programa espacial soviético, en submarinos para su uso en situaciones de emergencia, para bomberos y para rescate en minas.

## En aviones comerciales

Diagrama de un sistema generador de oxígeno químico.

Generador químico de oxígeno, vista en corte.

Los aviones comerciales proporcionan oxígeno de emergencia a los pasajeros para protegerlos en caso de pérdida de presión en la cabina. Los generadores químicos de oxígeno no se utilizan para la tripulación de cabina, a la que normalmente se suministra utilizando botes de oxígeno comprimido, también conocidos como botellas de oxígeno. En aviones comerciales de fuselaje estrecho, para cada fila de asientos había máscaras de oxígeno y generadores de oxígeno. En algunos aviones de fuselaje ancho, como el DC-10 y el IL-96, los botes y las máscaras de oxígeno estaban montados en la parte superior de los respaldos de los asientos, ya que el techo estaba demasiado alto por encima de los pasajeros, si ocurría una descompresión los paneles se abrían mediante un interruptor de presión automático o mediante un interruptor manual, y se liberaban las máscaras. Cuando bajaba las máscaras, los pasajeros quitan los pasadores de retención y se activa la producción de oxígeno.
El núcleo oxidante es clorato de sodio (NaClO3), que se mezcla con menos de 5
por ciento de peróxido de bario (BaO2) y menos del 1 por ciento de perclorato de potasio (K ClO4). Los explosivos en el casquete de percusión son una mezcla de estifnato de plomo y explosivo de tetrazeno. La reacción química es exotérmica y la temperatura exterior del recipiente alcanzará 260 °C. Producirá oxígeno durante 12 a 22 minutos. El generador de dos máscaras tiene aproximadamente 63 mm de diámetro y 22,3 cm de longitud. El generador de tres máscaras tiene aproximadamente 70 mm de diámetro y 25 cm de longitud.
La activación accidental de generadores caducados enviados incorrectamente, etiquetados por error como vacíos, causó el accidente del vuelo 592]] de ValuJet Airlines, en el que murieron todos los que iban a bordo. Un DC-10 de ATA, el vuelo 131, también se destruyó mientras estaba aparcado en el aeropuerto de O'Hare, el 10 de agosto de 1986. La causa fue la activación accidental de una bombona de oxígeno, contenida en el respaldo de un asiento roto del DC-10, que se transportaba en el compartimento de carga a una estación de reparación. No hubo víctimas ni heridos porque el avión no contenía pasajeros cuando se produjo el incendio.

## Vela de oxígeno
Una vela de clorato, o una vela de oxígeno, es un generador de oxígeno químico cilíndrico que contiene una mezcla de clorato de sodio y polvo de hierro, que cuando se enciende ardiendo sin llama a aproximadamente 600 °C (1112,0 °F), produciendo cloruro de sodio, óxido de hierro, y a una tasa fija de aproximadamente 6,5 horas-hombre de oxígeno por kilogramo de la mezcla. La mezcla tiene una vida útil indefinida si se almacena correctamente: las velas se han almacenado durante 20 años sin disminuir la producción de oxígeno. La descomposición térmica libera el oxígeno. El hierro encendido proporciona el calor. La vela debe estar envuelta en aislamiento térmico para mantener la temperatura de reacción y proteger el equipo circundante. La reacción clave es:
2 NaClO3 → 2 NaCl + 3 O2
Potasio y clorato de litio, y sodio, potasio y perclorato de litio también se pueden usar en velas de oxígeno.
Una explosión causada por una de estas velas mató a dos marineros de la Royal Navy en el HMS Tireless S88, un submarino de propulsión nuclear, bajo el Ártico el 21 de marzo de 2007. La vela se había contaminado con aceite hidráulico, lo que provocó que la mezcla explotara en lugar de quemarse.
En el generador de oxígeno Vika utilizado en algunas naves espaciales, el perclorato de litio es la fuente de oxígeno. A 400 °C, libera el 60 % de su peso como oxígeno:
LiClO4 → LiCl + 2 O2

## Generadores de oxígeno de adsorción por oscilación de presión (ACP)
Los avances en la tecnología han proporcionado sistemas generadores de oxígeno industrial para uso donde hay aire disponible y se desea una mayor concentración de oxígeno. La adsorción por cambio de presión (ACP) incorpora un material llamado tamiz molecular para la separación de gases. En el caso de la generación de oxígeno, un tamiz a base de zeolita fuerza la adsorción preferencial de nitrógeno. Se hace pasar aire limpio y seco a través de los tamices del generador de oxígeno, lo que produce un gas enriquecido con oxígeno. También se utilizan equipos de membrana de separación de nitrógeno.

## Usos
Los generadores de oxígeno químico se utilizan en aviones, aparatos de respiración para bomberos y equipos de rescate de minas, submarinos, y en todas partes donde se necesita un generador de oxígeno de emergencia compacto con una vida útil prolongada. Por lo general, contienen un dispositivo para la absorción de dióxido de carbono, a veces un filtro lleno de hidróxido de litio; un kilogramo de LiOH absorbe alrededor de medio kilogramo de CO2.
- Los generadores de oxígeno autónomos (SCOG) se utilizan en submarinos.
- Dispositivos autónomos de autorrescate (SCSR) se utilizan para facilitar el escape de minas.
- En la Estación Espacial Internacional, se utilizan generadores químicos de oxígeno como suministro de reserva. Cada bidón puede producir oxígeno suficiente para un tripulante durante un día.[10]